# Happy wonderful friend
「happy wonderful friend」（ハッピー・ワンダフル・フレンド）は、きいやま商店の配信限定シングルであり、シングルとしては5作目となる。2017年10月11日配信開始。発売元は、フライング・ハイ。

## 解説
グループにとって4作目の配信限定シングル、シングルとしては約3カ月半ぶりに発売された。
本曲は『友達』がテーマとなっており、「久しく会っていない友から来た連絡で思い出す、懐かしい青春時代。月日がたっても変わることのない、永遠の友情ソング。」と紹介もされている。
文化放送 第11回『浜松町グリーン・サウンドフェスタ－浜祭－』公式テーマソング。 本回の「浜祭」のテーマである『心の絆』」にベストマッチしている為、選ばれた。
沖縄ちゅらサウンズ、配信週間ランキングで最高位6位を獲得。

## 収録曲
作詞・作曲：きいやま商店、編曲：不明
1. happy wonderful friend

## 収録アルバム
アルバム未収録